# Гогулски, Майкл Джуд
Майкл Джуд Гогулски (англ. Michael Jude Gogulski, известен как Майк Гогулски, Mike Gogulski; род. 8 августа 1972) — отказавшийся от гражданства США политический активист и вольнонаёмный переводчик. Является одним из немногих граждан США, известных тем, что они добровольно стали апатридами после отказа от своего гражданства (другой — основатель World Service Authority Гарри Дэвис).

## Юность
Предки Гогулски эмигрировали в США в XIX веке, по отцовской линии они происходят из окрестностей Познани (Польша), а по материнской из Германии. Гогулски родился в Финиксе, штат Аризона, но вскоре после этого из-за работы отца, инженера-электромеханика, его семья переехала в Орландо, штат Флорида. У него есть младшая сестра, Карен. Гогулски поступил в университет в Орландо в 1990 году для изучения информатики, но потерял интерес и прекратил учёбу, однако, он имеет десятилетний стаж системного администратора.
Отец Гогулски умер в 2001 году. В 2004 году Гогулски покинул США, чтобы преподавать английский язык в Восточной Европе. В конце концов он оказался в Братиславе (Словакия), где работает переводчиком, корректором и редактором.

## Отказ от гражданства
Гогулски отказался от гражданства в декабре 2008 года, хотя Федеральный реестр не публиковал его имя (как того требует Акт о преемственности и подотчётности медицинского страхования (англ. Health Insurance Portability and Accountability Act), внёсший поправки в § 6039G Налогового кодекса США об обязательности такой публикации) вплоть до февраля 2011 года. В тот момент он проживал в Словакии. Гогулски заявил, что отказался от своего гражданства для того, чтобы порвать с системой, которую он считает источником многих несправедливостей в мире. Словацкими властями ему было выдано удостоверение лица без гражданства. Таким образом, чтобы навестить свою мать, ему требуется виза США, но сам Гогулски полагает, что он не сможет получить её. Он утверждает, что он имеет право подать заявку на получение гражданства Словакии, но предпочитает оставаться лицом без гражданства.

## Политический активизм
Гогулски является основателем Сети поддержки Челси Мэннинг (англ. Chelsea Manning Support Network), организующей акции протеста в поддержку обвиняемого в передаче секретных документов для WikiLeaks солдата армии США Челси Мэннинг, и собравшей 50 000 долларов США для обеспечения её правовой защиты.